# Vang Đà Lạt

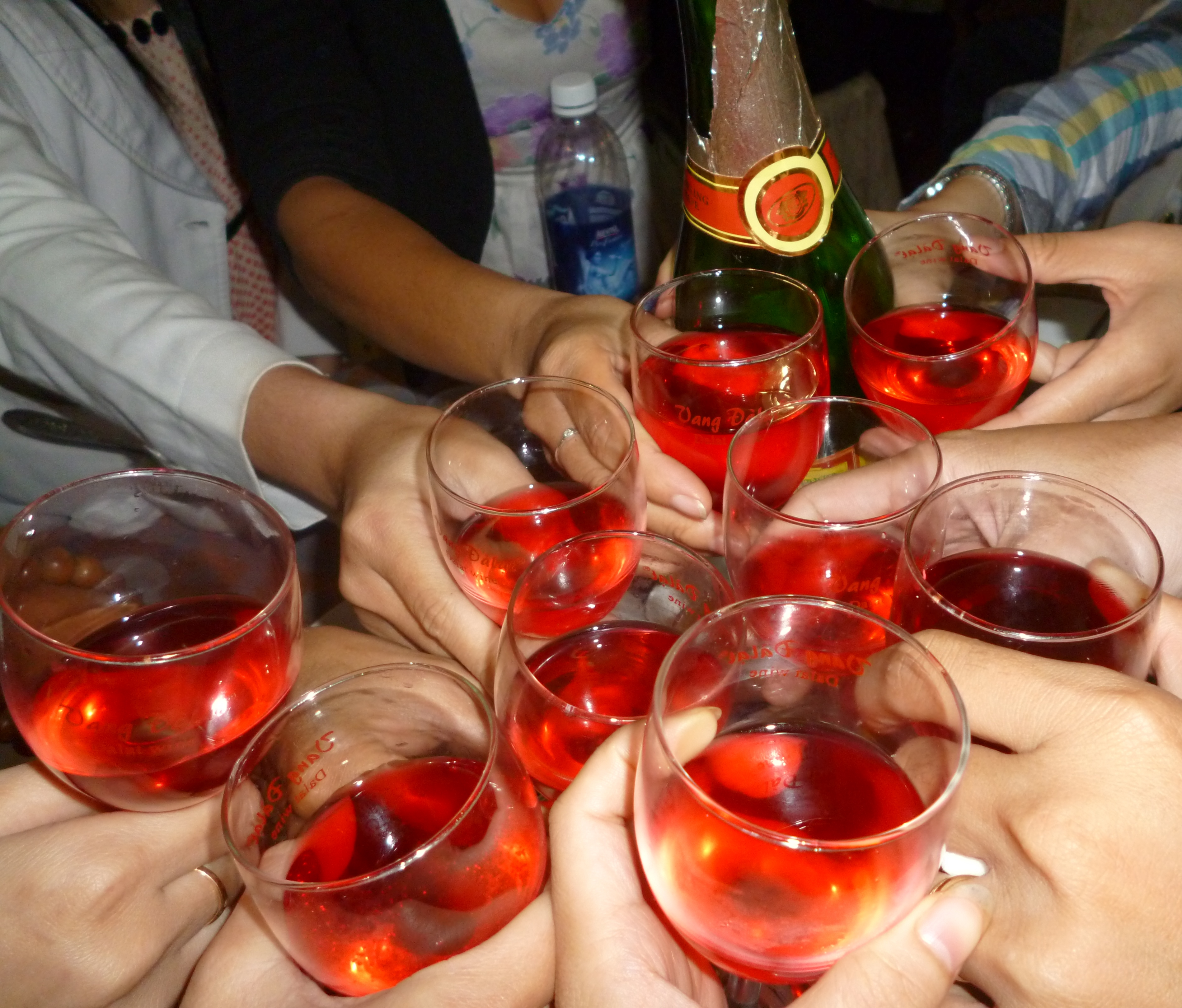
Rượu vang đỏ Đà Lạt trong buổi tiệc liên hoan

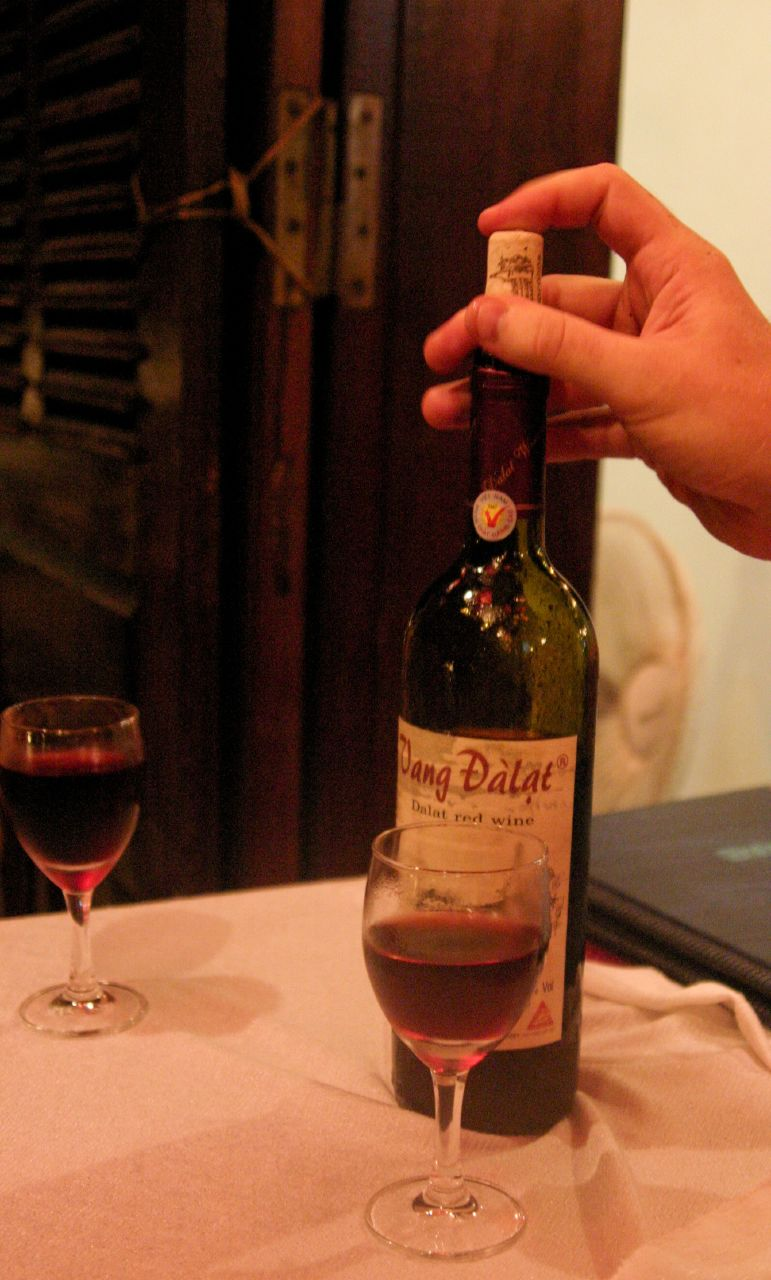
Rượu vang đỏ Đà Lạt

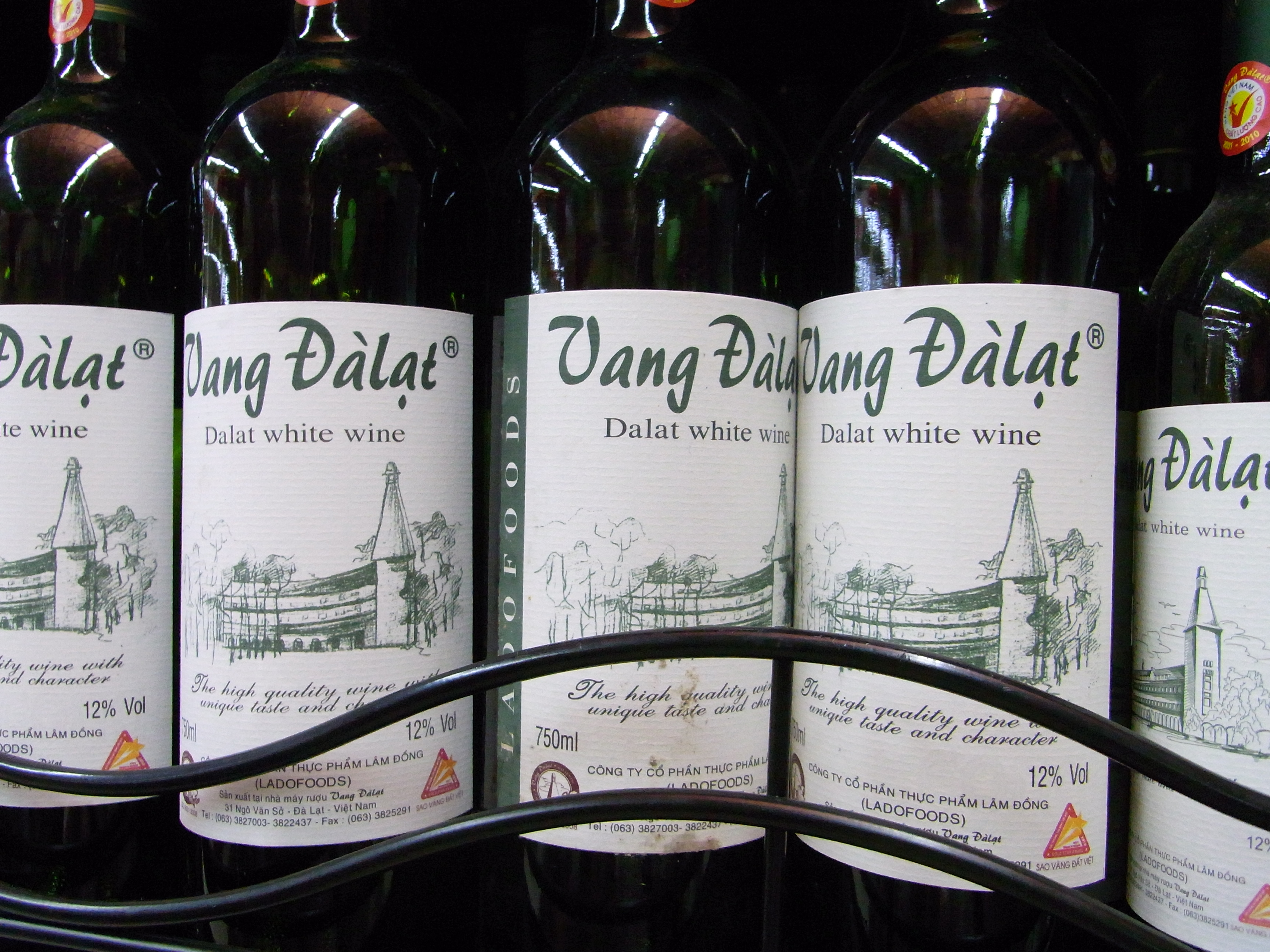
Rươu vang trắng Đà Lạt

Vang Đà Lạt là loại rượu vang có xuất xứ tại Đà Lạt, được làm từ nho và các loại trái cây đặc sản của vùng này. Sản phẩm vang Đà Lạt đầu tiên ra đời năm 1999, cũng là sản phẩm rượu vang nho đầu tiên được làm bởi chính người Việt Nam. Từ năm 1999 đến 2007, đã có trên 2 triệu lít vang Đà Lạt được tiêu thụ. Nhãn hiệu Vang Đà Lạt được đăng ký nhãn hiệu tại Cục Sở hữu Trí tuệ Việt Nam từ năm 2003.
Năm 2004, vang Đà Lạt được Vietbooks (nay là Vietkings) trao Cup Kỷ lục thương hiệu rượu vang Việt Nam nổi tiếng nhất. Năm 2008, được Phòng Thương mại & Công nghiệp Việt Nam & AC Nielsen Việt Nam trao tặng danh hiệu Thương hiệu nổi tiếng (trong top 500 thương hiệu nổi tiếng nhất tại thị trường Việt Nam).